# Радіохулігани
Радіохулігани — другий студійний альбом українського рок-гурту Безодня. Виданий 23 травня 2014 року.
Альбом містить 12 композицій.

## Список композицій
1. Д'Артаньян
2. Кашемір
3. Оберігаю
4. Сонце, що ніколи не світить
5. Відсутність мрій
6. Аромати (feat. Олексій Ярош)
7. Прийди таким
8. Хтось з неба
9. Радіохулігани
10. Живи
11. Все зле я вбив
12. Повернись

## Учасники запису
- Олександр Банашко — вокал, гітара
- Володимир Домбровський — барабани
- Микола Тимченко — бас
- Сергій Костюк — гітара

## Відеокліпи
- «Все зле я вбив»